# 前ケ平
前ケ平（まえがひら）は、愛知県弥富市の地名。前ケ平一丁目から前ケ平三丁目がある。

## 地理
旧海部郡弥富町大字前ケ平に相当する。

## 歴史

### 町名の由来
字名による。市腋島（いちえじま）の前にある葭原であったことによる。

### 人口の変遷
国勢調査による人口および世帯数の推移。
| 1995年（平成7年）  | 299世帯 1070人 |  |
| 2000年（平成12年） | 305世帯 1035人 |  |
| 2005年（平成17年） | 308世帯 1001人 |  |
| 2010年（平成22年） | 316世帯 985人  |  |
| 2015年（平成27年） | 311世帯 924人  |  |

### 沿革
- 1955年（昭和30年） - 市江村大字東条の一部により、弥富町大字前ヶ平が成立[1]。
- 2006年（平成26年）4月1日 - 市制施行に伴い、海部郡弥富町大字前ヶ平が弥富市前ヶ平となる[WEB 9]。また、大字前ケ平字川南が前ケ平一丁目、字川北が前ケ平二丁目、字荘兵衛が前ケ平三丁目にそれぞれ名称変更[WEB 9]。

## 交通
- 愛知県道109号子宝愛西線

## 施設
- 楽荘団地中央公園
- 楽荘公園
- 白鳥保育所
- 弥富市立白鳥小学校
- 神明社
- 大興物産名古屋支店 名古屋機材センター
- 旭食品名古屋支店
- ユニー弥富物流センター
- 日立物流中部弥富営業所
- 富士エコー名古屋センター
- 日新弥富倉庫

### WEB
1. ↑  “愛知県弥富市の町丁・字一覧”.   人口統計ラボ. 2022年12月12日閲覧。
2. 1 2  総務省統計局 (2017年1月27日). “平成27年国勢調査の調査結果(e-Stat) - 男女別人口及び世帯数 －町丁・字等” (CSV). 2021年7月21日閲覧。
3. ↑  “愛知県弥富市の郵便番号一覧”.   日本郵便. 2022年12月12日閲覧。
4. ↑  “市外局番の一覧” (PDF).   総務省 (2022年3月1日). 2022年3月22日閲覧。
5. ↑  総務省統計局 (2014年3月28日). “平成7年国勢調査の調査結果(e-Stat) - 男女別人口及び世帯数 －町丁・字等” (CSV). 2021年7月20日閲覧。
6. ↑  総務省統計局 (2014年5月30日). “平成12年国勢調査の調査結果(e-Stat) - 男女別人口及び世帯数 －町丁・字等” (CSV). 2021年7月20日閲覧。
7. ↑  総務省統計局 (2014年6月27日). “平成17年国勢調査の調査結果(e-Stat) - 男女別人口及び世帯数 －町丁・字等” (CSV). 2021年7月21日閲覧。
8. ↑  総務省統計局 (2012年1月20日). “平成22年国勢調査の調査結果(e-Stat) - 男女別人口及び世帯数 －町丁・字等” (CSV). 2021年7月21日閲覧。
9. 1 2  弥富市役所 総務部 総務課 行政グループ (2015年2月19日). “弥富市住所一覧  旧弥富町” (pdf).   弥富市. 2022年12月12日閲覧。

### 書籍
1. 1 2 3  「角川日本地名大辞典」編纂委員会 1989, p. 1230.